# Adolphe Delessert
Adolphe François Delessert (15 settembre 1809 – Saint-Barthélemy, 6 aprile 1869) è stato un esploratore e naturalista francese.

## Biografia
Era il nipote del barone Benjamin Delessert, accompagnò Perrottet in un viaggio in India e nel Sud-est asiatico. Nel corso di cinque anni, che ebbe inizio il 24 aprile 1834,  raccolse diverse nuove specie di piante e animali tra cui il Garrulax delesserti, che lo raccolse sulle pendici della montagna Nilgiris. Fece, anche dei viaggi presso le Mauritius, Riunione, Penang, Pondicherry, Penisola malese, Singapore, Giava, e Chennai, e arrivò il 30 aprile 1839.
Chiamò, per illustrare le sue piante, il botanico tedesco Jean-Christophe Heyland (1791-1866).
Nel 1843 ha pubblicato un libro dal titolo Souvenirs d'un Voyage dans l'Inde exécuté de 1834 à 1839, che parla dei suoi viaggi.